# Opsterland
Opsterland (Opsterlân en frisó) és un municipi de la província de Frísia, al nord dels Països Baixos. L'1 de gener de 2009 tenia 29.934 habitants repartits per una superfície de 227,68 km² (dels quals 2,61 km² corresponen a aigua).

## Administració
El consistori actual, després de les eleccions municipals de 2007, és dirigit per F. Ravestein. El consistori consta de 21 membres, compost per:
- Partit del Treball, (PvdA) 7 escons
- Opsterland Belang, 6 escons
- Crida Demòcrata Cristiana, (CDA) 3 escons
- ChristenUnie, 2
- Partit Nacional Frisó, (FNP) 1 escó
- Opsterlanders, 1 escó
- Partit Popular per la Llibertat i la Democràcia, (VVD) 1 escó

## Agermanaments
- Ra'anana